# Johann Hauser (Künstler)
Johann Hauser (* 30. November 1926 in Bratislava; † 7. Januar 1996 in Klosterneuburg, Niederösterreich) war ein bildender Künstler.
Hauser lebte ab 1981 im heutigen Haus der Künstler in Gugging, gegenwärtig Teilinstitution des Art/Brut Center Gugging. Er zählt neben Oswald Tschirtner und August Walla zu den prominentesten künstlerischen Positionen aus Gugging.
Hausers Œuvre wird vor allem unter der Kategorisierung Art Brut rezipiert, die im kunstwissenschaftlichen Diskurs laufend kritisch erörtert wird.

## Werk
Johann Hauser arbeitete mit einfachen grafischen Mitteln, vor allem mit Bleistift und Farbstiften, sowie mit Kreiden oder vereinzelt unter Verwendung von Collage-Elementen. Daneben schuf der Künstler auch ein druckgrafisches Werk.
Die Bildthemen seiner expressiven Zeichnungen sind Frauen, fliegende und fahrende Maschinerien, fantastische Architekturen, die Tierwelt, aber auch geometrische Figuren in minimalistischer Darstellungsweise.
Hauser arbeitete einerseits völlig frei und schöpfte die Bildthemen aus sich selbst – die Zeichnung scheint dann direkter Niederschlag seiner Imagination der Sujets und seinen Emotionen gegenüber diesen zu sein. Andererseits fand Hauser auch in Hinwendung zu Kultur und Zeitgeschehen zu den Motiven seiner Zeichnungen und einer absolut eigenständigen Bildsprache.
Der Künstler schuf ein Gesamtwerk von 1.600 Arbeiten.

## Biografie und künstlerischer Werdegang
Hauser wurde in Bratislava in der Tschechoslowakei geboren.
Im Jahr 1943 wurde Hauser erstmals in die Niederösterreichische Landes Heil- und Pflegeanstalt Mauer-Oehling aufgenommen, die Gründe dafür sind unklar. Am 6. März 1949 wurde der 22-Jährige in die niederösterreichische Heil- und Pflegeanstalt Gugging überstellt.
Die ersten Zeichnungen von Johann Hauser entstanden im Kontext der, durch den Psychiater Leo Navratil in Gugging initiierten, Zeichentest-Methode. Leo Navratil war ab dem Jahr 1959 Hausers behandelnder Arzt. Die ersten datierten Zeichnungen aus der Hand des Künstlers stammen aus dieser Zeit. Hausers zeichnerische Tätigkeit ging jedoch in unmittelbarer Folge über den Rahmen der Zeichentest-Sitzungen hinaus.
1965 veröffentlichte Navratil „Schizophrenie und Kunst. Ein Beitrag zur Psychologie des Gestaltens“. Mit diesem Buch gelangten erstmals Abbildungen von Werken bzw. Lyrik aus der Klinik in Gugging an die Außenwelt, so auch Zeichnungen von Johann Hauser. Im Kapitel „schizophrene Gestalter“ veröffentlichte Navratil auf diesem Wege unter anderem Werke von Kunstschaffenden aus Gugging unter Pseudonym: Johann Hauser schien als „Hans“ auf. Johann Feilacher, ab 1986 Nachfolger Navratils, widersagt Navratils Schizophrenie-Diagnose Hauser gegenüber.
In der Folgezeit nach Erscheinen von Navratils Publikation kamen Künstler der österreichischen „Avantgarde“ dieser Zeit wie beispielsweise Arnulf Rainer oder Peter Pongratz in das Krankenhaus am Stadtrand von Wien, um die Schöpfer der abgebildeten Werke kennenzulernen. Ab diesem Zeitpunkt entstanden in Zusammenarbeit mit Pongratz die ersten Radierungen in Gugging. Die Technik der Radierung kam Hausers kraftvollem zeichnerischem Strich sehr entgegen, er arbeitete von diesem Zeitpunkt an regelmäßig auf Kupferplatten.
Im Jahr 1969 kam es zum ersten Briefwechsel zwischen Navratil und Jean Dubuffet, unter anderem Begründer des Terminus „Art Brut“. Nachdem Navratil im Rahmen dieser schriftlichen Korrespondenz zwei Radierungen von Hauser an Dubuffet schickte, erwuchs Dubuffets Interesse an den Kunstschaffenden in der Anstalt in Gugging. In weiterer Folge kam es durch Dubuffet persönlichen zur Zuschreibung der Kategorisierung „Art Brut“ für Werke aus Gugging.
Die Radierung „Löwe oder Tiger“ von Johann Hauser wurde Sujet des Plakats der ersten Ausstellung von Werken von Künstlern aus Gugging: „Pareidolien. Druckgraphik aus dem Niederösterreichischen Landeskrankenhaus für Psychiatrie und Neurologie Klosterneuburg“ in der Galerie nächst St. Stephan, Wien. In den Folgejahren kam es zu zahlreichen weiteren Ausstellungsbeteiligungen Hausers.
Im Jahr 1978 erschien die erste Publikation Navratils, die dezidiert einem Künstler aus Gugging gewidmet war: „Johann Hauser. Kunst aus Manie und Depression“. Wie der Titel bereits nahelegt, zielte Navratils psychiatrisches Interesse in erster Linie auf die Beobachtung des Wechsels von manischen und depressiven Zuständen und deren Auswirkungen auf die zeichnerischen Produkte Hausers und nicht auf deren künstlerische Qualität.
1979 kam es zur ersten Einzelausstellung des Künstlers in der Städtischen Galerie im Lenbachhaus in München: „Johann Hauser – Zeichnungen und Radierungen“. Ab diesem Jahr unternahm Hauser auch die ersten Auslandsreisen im Kontext internationaler Ausstellungen.
Zu Beginn der achtziger Jahre fanden weitreichende Umstrukturierungen im Krankenhaus in Gugging statt. Diese brachten eine entscheidende Chance für Navratil und eine Gruppe künstlerisch talentierter Patienten mit sich. Der „Pavillon 11“ am äußersten Rand des Klinikgeländes wurde 1981 umgewidmet und das Zentrum für Kunst-Psychotherapie bzw. das spätere, von Feilacher umbenannte, Haus der Künstler gegründet. 18 Patienten zogen in das Zentrum ein, unter ihnen Johann Hauser, und hatten ab diesem Zeitpunkt die Möglichkeit in ihrem Wohnbereich ihren kreativen Tätigkeiten nachzugehen und dabei besondere Unterstützung zu erfahren. Der auf zahlreichen Werken Hausers vertretene blaue Stern wurde zum Symbol des Hauses.
Im Jahr 1983 begannen die Künstler aus Gugging auf Initiative von Feilacher mit der Gestaltung von Murals auf der Fassade des heutigen Hauses der Künstler. Hauser war der erste, der sich mit der Darstellung einer Schlange auf der Fassade verewigte.
1991 trat Hauser eine USA-Reise auf Grund von Ausstellungsbeteiligungen in Philadelphia und New York an. In den nächsten Jahren folgten weitere internationale Ausstellungs-Projekte.
Am 7. Januar 1996 starb Johann Hauser an den Folgen einer Lungenentzündung.

## Einzelausstellungen
- 2016: johann hauser... der künstler bin ich.!, museum gugging, Maria Gugging.
- 2010: hauser’s frauen.!, museum gugging, Maria Gugging.
- 2001: Johann Hauser. Im Hinterland des Herzens, Kunsthalle Krems, Krems; Galerie Dagmar Chobot, Wien; Collection de l’Art Brut, Lausanne.
- 1991: Galerie Susanne Zander, Köln.
- 1980: Collection de l’Art Brut, Lausanne; Neue Galerie der Stadt Linz Wolfgang-Gurlitt-Museum, Linz; Josef-Haubrich-Kunsthalle, Köln.
- 1979: Kulturhaus der Stadt Graz, Graz; Johann Hauser. Zeichnungen und Radierungen, Städtische Galerie im Lenbachhaus, München.

## Ausstellungsbeteiligungen (Auswahl)
- 2018 – 2021: gehirngefühl.! kunst aus gugging von 1970 bis zur gegenwart, museum gugging, Maria Gugging.[5]
- 2014: gugging meisterwerke.!, museum gugging, Maria Gugging.
- 2012: gugging classics 5.!, museum gugging, Maria Gugging.
- 2009: gugging.! in Wien, Bank Austria Kunstforum Wien.
- 2006: blug – 4 Jahrzehnte Kunst aus Gugging, museum gugging, Maria Gugging.
- 2004: Slowakische Nationalgalerie, Bratislava.
- 1999: carom.! Kunst aus Gugging in der Sammlung Essl, Sammlung Essl, Klosterneuburg.[6]
- 1998: Figure dell’anima, Appartamento del Doge di Palazzo Ducale, Genua; American Visionary Art Museum, Baltimore, USA; Tschechische Nationalgalerie, Prag.
- 1996: Otsu City Museum of History, Nishinomiya City, Japan.
- 1993: Amos Anderson Kunstmuseum, Helsinki; Gugging la casa degli artisti, Fondazione Galleria Gottardo, Lugano.
- 1991: Phyllis Kind Gallery, New York, USA.
- 1985: Die Künstler aus Gugging, Aargauer Kunsthaus, Aarau.
- 1984: Gugging, Collection de l’Art Brut, Lausanne.
- 1983: Die Künstler aus Gugging, Museum Moderner Kunst, Wien.
- 1980: Neue Galerie der Stadt Linz Wolfgang-Gurlitt-Museum, Linz; Museum moderner Kunst, Wien.
- 1970: Pareidolien. Druckgraphik aus dem Niederösterreichischen Landeskrankenhaus für Psychiatrie und Neurologie Klosterneuburg, Galerie nächst St. Stephan, Wien.

## Auszeichnungen
- 1990: Oskar-Kokoschka-Preis, gemeinsam mit der Gruppe der Künstler aus Gugging.